# Fargesia ostrina
Fargesia ostrina är en gräsart som beskrevs av Tong Pei Yi. Fargesia ostrina ingår i släktet bergbambusläktet, och familjen gräs. Inga underarter finns listade i Catalogue of Life.